# Putkaste (Hiiumaa)
Koordinaten: 58° 50′ N, 22° 48′ O

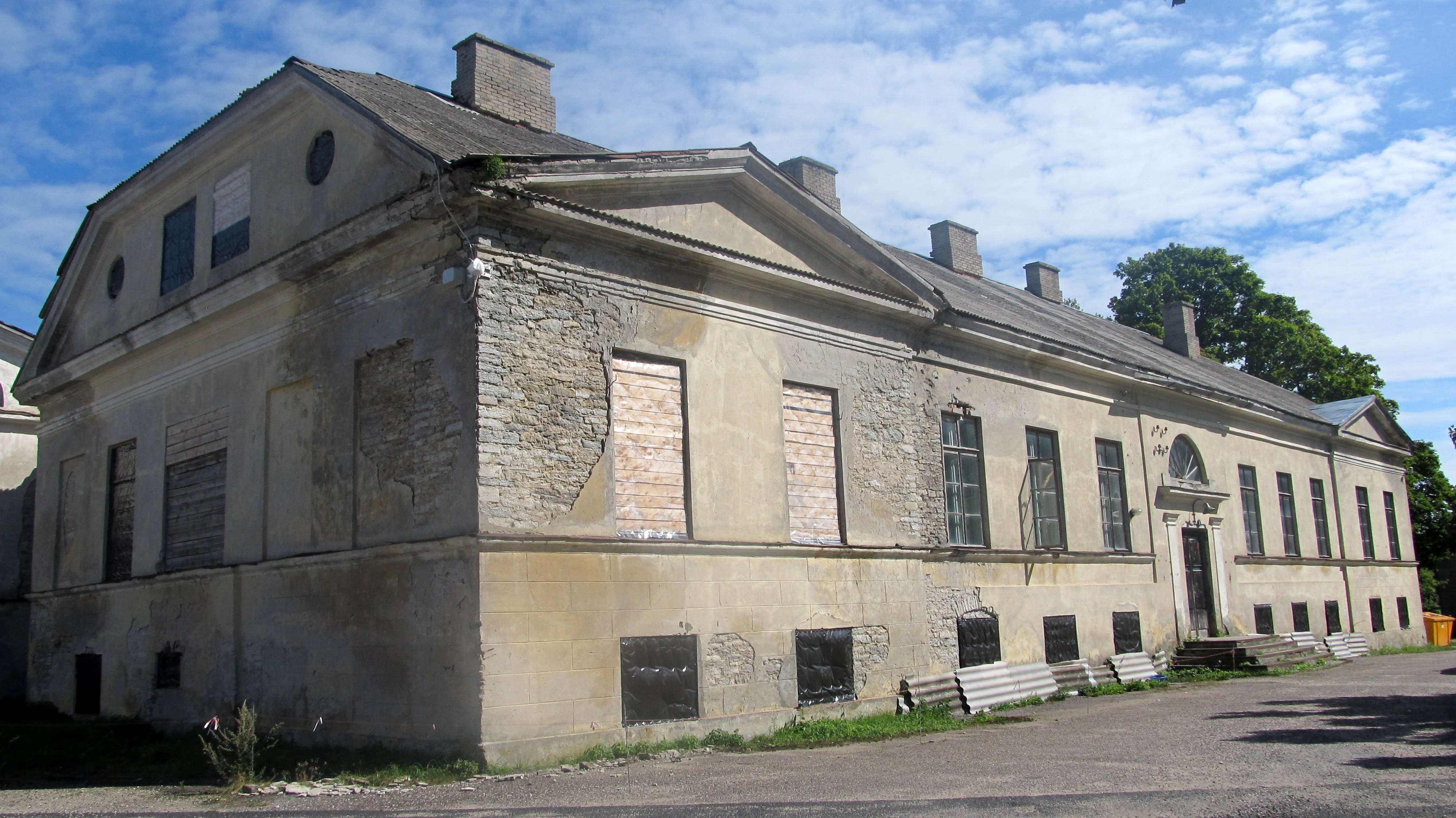
Ehemaliges Herrenhaus des Guts von Putkaste. Aufnahme von 2012.

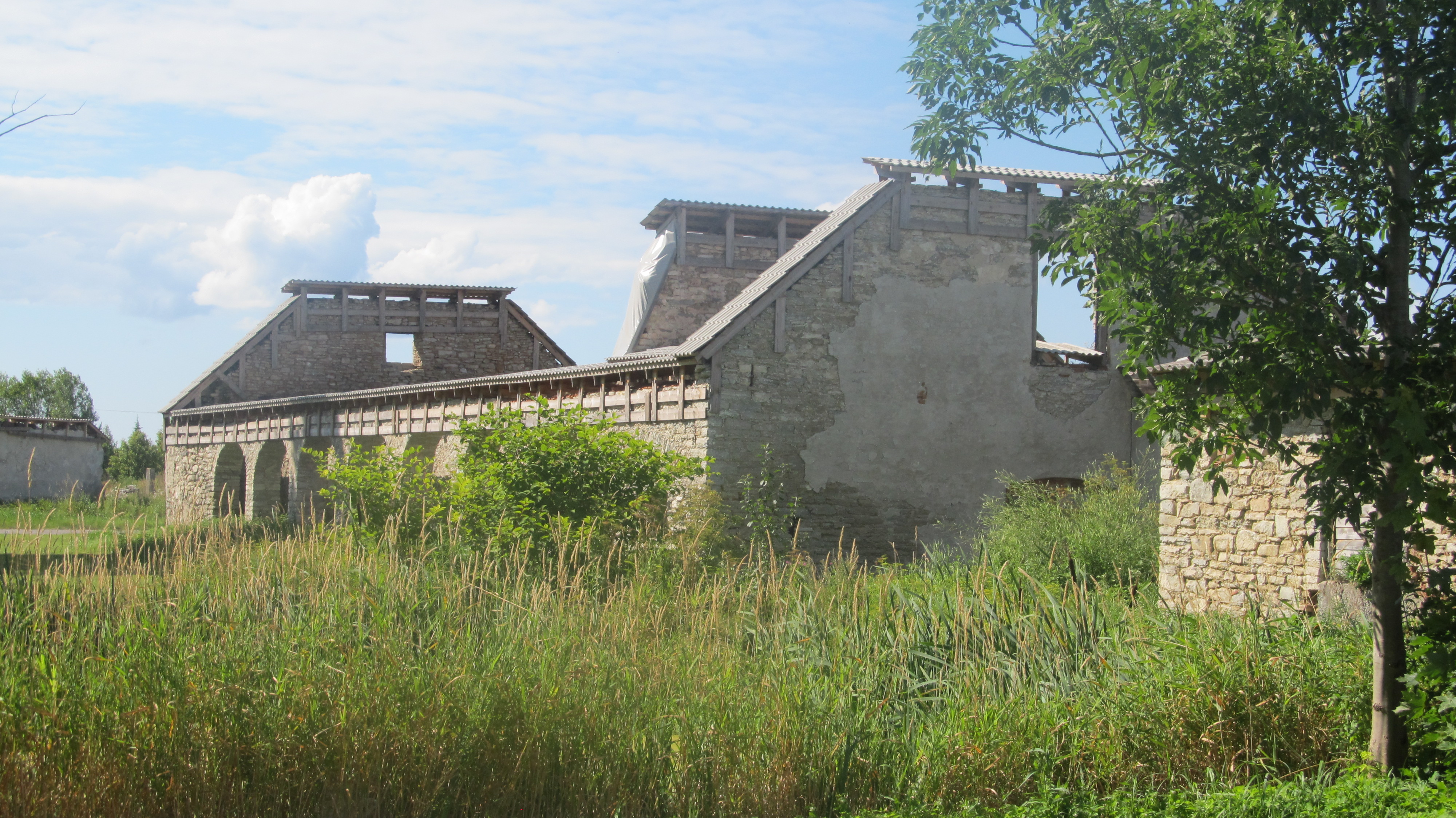
Ruinen des Speichergebäudes

Putkaste (deutsch Putkas) ist ein Dorf (estnisch küla) in der Landgemeinde Hiiumaa (bis 2017: Landgemeinde Käina). Es liegt auf der zweitgrößten estnischen Insel Hiiumaa (deutsch Dagö).

## Beschreibung und Geschichte
Putkaste liegt nordöstlich von Käina. Das Dorf hat heute 108 Einwohner (Stand 31. Dezember 2011). Die Fläche beträgt 0,9 km².
Aus Putkaste stammte der estnische Kugelstoßer Taavi Peetre (1983–2010).

## Gut Putkaste
Im Mittelalter war Putkaste ein bischöfliches Dorf, das den Namen Saulepa trug. Im 16. Jahrhundert wurde das Gut von Putkaste gegründet. Es wurde 1620 mit dem Gut von Suuremõisa vereinigt. Eigentümer war der schwedische Militär Jakob De la Gardie (1583–1652). 1691 wurde das Gut durch den schwedischen Staat im Rahmen der Reduktion eingezogen. Von 1720 bis 1755 war Putkaste Krongut. Ab 1805 stand Putkaste im Eigentum der adligen deutschbaltischen Familie Stackelberg. Letzte Eigentümerin vor der Enteignung im Zuge der estnischen Landreform 1919 war Margarethe Baronin Stackelberg.
Von 1934 bis 1938 war auf dem Gut eine Landwirtschaftsschule untergebracht. Während der sowjetischen Besetzung Estlands diente das Herrenhaus der Verwaltung der 1944 gegründeten Sowchose. 1977 wurde darin das Technikum der Sowchose eingerichtet.
Das Hauptgebäude wurde Anfang des 19. Jahrhunderts unmittelbar nach dem Übergang des Eigentums auf die Familie vom Stackelberg errichtet. Das zweieinhalbstöckige Gebäude ist im Stil des Klassizismus gehalten. Charakteristisch ist das Bogenfenster über dem Haupteingang. Die Seitenflügel sind mit Dreieckgiebel verziert. Zur Gartenseite hin liegt der große Saal. Vor dem Haus befindet sich ein repräsentativer Teich. Das Gebäude steht heute leer.
Im Frühjahr 2007 vernichtete ein Feuer den historischen Speicher des Guts.

## Söhne und Töchter (Auswahl)
- Ewald Antonowitsch von Stackelberg (1847–1909), Vizeadmiral der Russischen Marine